# 서도걸즈!! 우리들의 갑자원
서도걸즈!! 우리들의 갑자원(書道ガールズ!!　わたしたちの甲子園, Shodo Girls!!)은 일본에서 제작된 이노마타 류이치 감독의 2010년 드라마 영화이다. 나루미 리코 등이 주연으로 출연하였다.

## 출연

### 주연
- 나루미 리코
- 사쿠라바 나나미

### 조연
- 카네코 노부아키
- 타카하타 미츠키